# ロイ・コーン

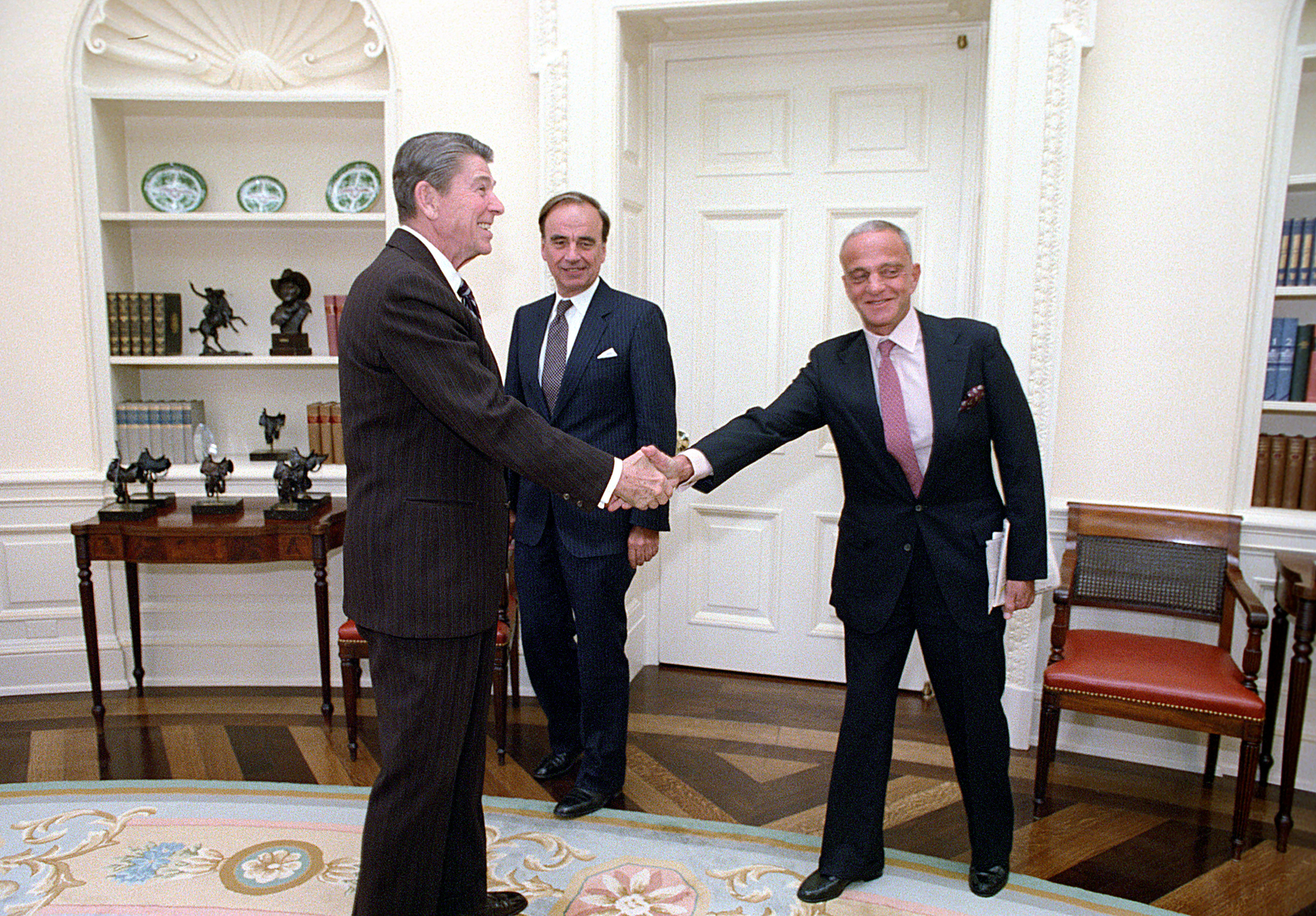
レーガン大統領と面会するコーン（右、1983年）

ロイ・マーカス・コーン（Roy Marcus Cohn, 1927年2月20日 – 1986年8月2日）は、アメリカ合衆国の検察官、のち弁護士。
マッカーシズムの時代に、赤狩りの急先鋒に立った。民主党員でありながら共和党出身の大統領の大半を支持し、「名前ばかりの民主党員」と呼ばれた。

## プロフィール

### 生い立ち
ユダヤ系アメリカ人判事のアルバート・コーンと、裕福なユダヤ人の娘のドーラ・マーカス・コーンの息子としてニューヨーク市マンハッタンに生まれた。両親共に民主党の有力な支持者で、フランクリン・D・ルーズベルト大統領の支持者でもあった。20歳でコロンビア大学で学士号を取得、21歳でコロンビア大学ロースクールでLLB（法務博士に相当）を取得した。

### 検察官時代
大学卒業後にマンハッタンの連邦地方検事局に勤務する。第二次世界大戦後の冷戦初期のこの時期に、検事として共産党関係の重要な事件を多く扱い、熱烈な反共主義者として有名になった。
商務省に勤務していた共産党員ウィリアム・レミントン（William Remington）が党籍に絡んで起した偽証事件や、悪名高いスミス法（Smith Act）に基づく共産党幹部11人の扇動罪での告訴、アルジャー・ヒス事件などを担当した。この頃FBIのエドガー・フーバー長官の下で活動した。

### ローゼンバーグ事件

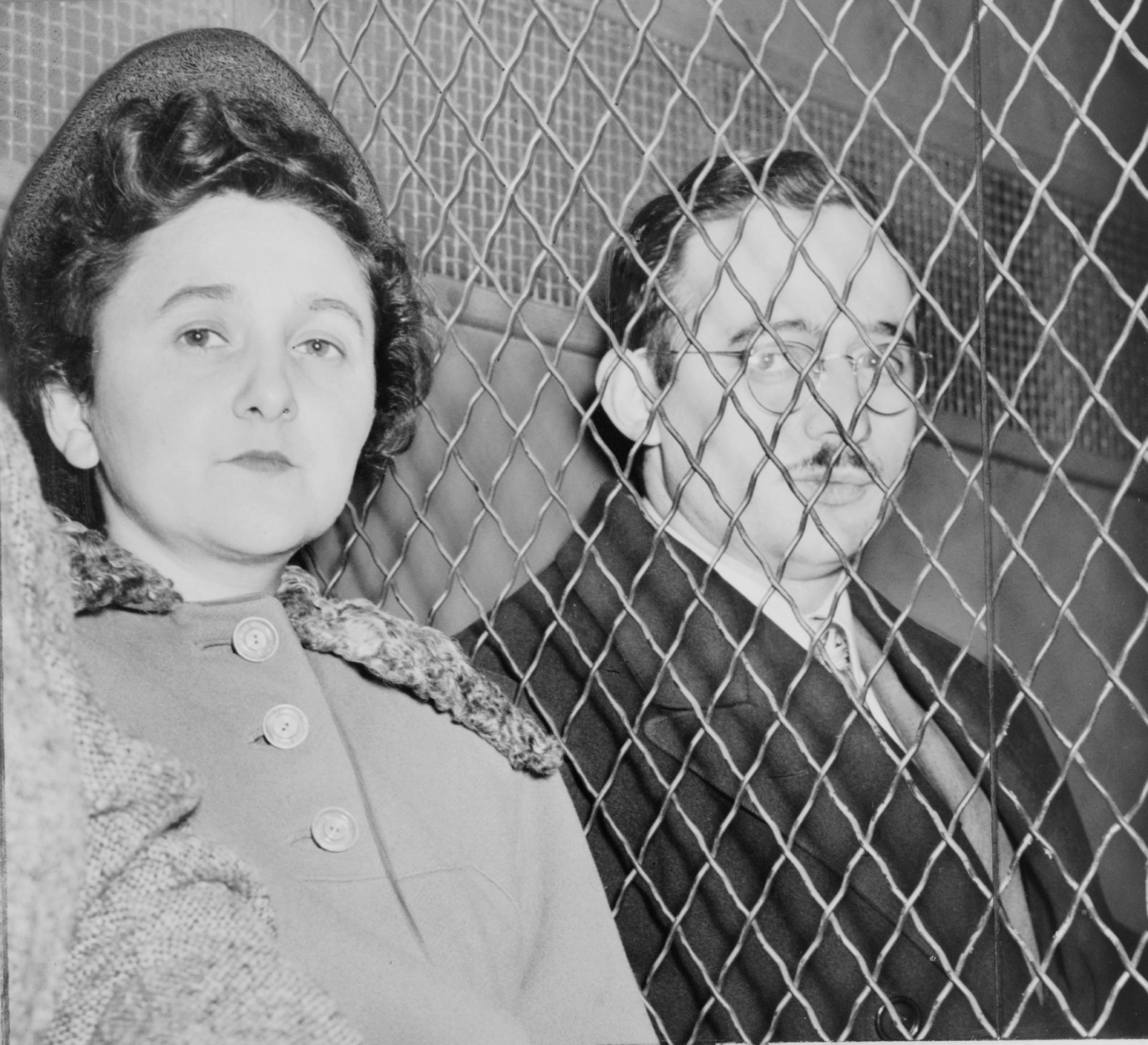
逮捕されたローゼンバーグ夫妻

中でも有名なのは、ソ連によるスパイ事件として有名な1951年のローゼンバーグ事件での働きである。被告人の弟のデイヴィッド・グリーングラス（en:David Greenglass）を反対尋問することで重要な証言を引き出し、ローゼンバーグ夫妻がソ連へのスパイ行為を行ったことを証明し、夫妻はその後死刑となった。
なおグリーングラスの反対尋問は後年偽証だったことが判明したが、いずれにしてもローゼンバーグ夫妻を擁護する民主党員や左派マスコミの攻撃にも負けず、ローゼンバーグ夫妻の卑劣なスパイ行為を証明し、国益に貢献したことで、コーンはこの時の働きを大きな誇りとしていた。
コーンの自伝によると、検事という立場でしかないのにも拘らず、影響力を行使してコーン家の旧い友人であるアーヴィング・カウフマン（en:Irving Kaufman）（後に第2巡回区控訴裁判所首席判事、大統領自由勲章）をローゼンバーグ事件の担当判事に任命させた。カウフマンが死刑判決を出したのも、コーンの助言に従ってのことだったという。

### 赤狩り（マッカーシズム）

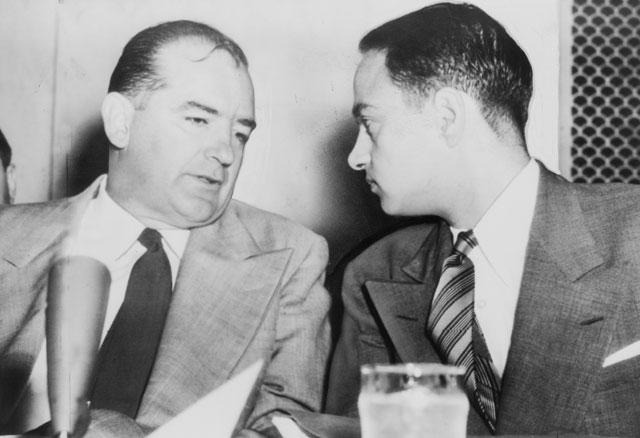
マッカーシー（左）とコーン

ローゼンバーグ事件での働きに注目したFBI長官ジョン・エドガー・フーヴァーは、当時24歳のコーンを、後に上院政府活動委員会常設調査小委員会（Permanent Subcommittee on Investigations）の委員長となるジョセフ・マッカーシーに推薦した。コーンは検事としての経験が殆ど無いにもかかわらず、より経験が豊富であるが、それがゆえにマッカーシーがコントロールしにくいとみられていたロバート・ケネディなどの候補を下して、ただちにマッカーシーの主任顧問となった。
やがてコーンは、マッカーシーにとって都合のいいパートナーとなっただけでなく、赤狩りにおいてマッカーシーに次ぐ権力者となり、マッカーシーによって「共産主義シンパ」と名指しされた者の糾弾者だった。ユダヤ系であるコーンの存在は、マッカーシズムの反ユダヤ主義的側面（赤狩りで審問を受けた人物はリベラルな政治志向を持つユダヤ人が多かった）を隠すために好都合だったという説もある。

### 失脚
しかしコーンは、1954年に上院政府活動委員会常設調査小委員会の同僚で「親しい友人」の（2人は同性愛の間柄であったと疑われていた）、デヴィッド・シャインがアメリカ陸軍に徴兵されることを違法に回避、特別な待遇を要求しようとしたことで上院政府活動委員会常設調査小委員会において陸軍と対立した。
その後マッカーシーとコーンは、デヴィッド・シャインの件を含め、上院政府活動委員会常設調査小委員会におけるその法律を無視した違法な行為と、倫理に欠ける糾弾を追及され失脚し、マッカーシーの主任顧問と大陪審の座から離れることとなった。

### 弁護士に転身

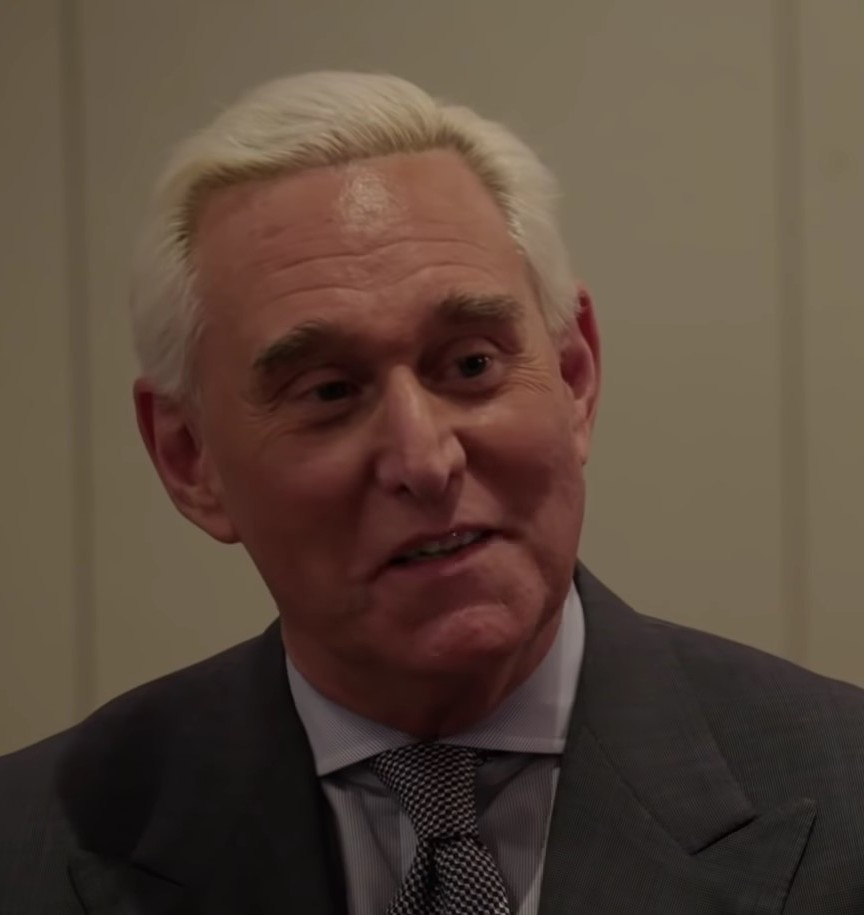
ロジャー・ストーン

1954年のマッカーシー失脚後に弁護士に転身し、ニューヨーク州マンハッタンを拠点に活動した。反共産主義者として全米で有名となったコーンは、顧客に不自由しなかった。
1960年代から1980年代にかけて、リチャード・ニクソンやロナルド・レーガンといった共和党保守派で反共産主義者としても有名であった大統領と親交を結び、非公式の顧問ともなった。特にニクソンと深い仲にあり、共和党系の政治コンサルタント、ロビイストとして悪名を轟かせていたロジャー・ストーンとも深い関係を持った。

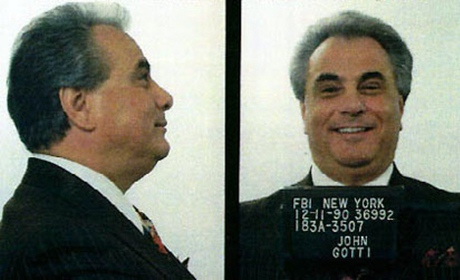
ジョン・ゴッティのマグショット

また、後に不動産王として名を馳せたドナルド・トランプといった富裕層の有名人のみならず、イタリア系アメリカ人マフィアのボスのジョン・ゴッティをも顧客に持った。
さらに、有名レストランの21クラブや有名ディスコのスタジオ54に出入りし、自家用機やロールス・ロイスを乗り回し、ゴシップコラムニストに派手に書き立てられるなど、さらに悪名をとどろかせることになる。

### 法曹資格剥奪
コーンは多くの顧客や企業、銀行などから訴えられることも多かった。また、自分のヨットを燃やし保険金を詐取したとして、捜査されることさえあった。1970年代以降、コーンは偽証や証人脅迫などの容疑で3回起訴されたが、いずれも無罪となった。
しかし、1980年代に顧客の資産横領や遺言の改竄強要といった非倫理的行為が弁護士会の追及を受け、1986年7月に法曹資格を剥奪された。

### 死去
資格剥奪から1ヶ月後、エイズによる合併症で死亡した。コーンはエイズと宣告されていたが、死ぬまで自分の病気は肝臓癌だと言い張っていた。
彼の死後、コーンの愛人であるピーター・フレイザーが財産を相続したが、IRSは、コーンが滞納していた税金徴収のため家、車、銀行口座、その他の個人財産と資産を含むほぼ全てを差し押さえた。IRSが押収しなかったものの一つは、彼の顧客であり友人でもあるトランプから贈られたダイヤモンドのカフスボタンだったが、後日フレイザーが鑑定した結果、ジルコニア製の偽物であったと証言した。

## 同性愛
コーンは同性愛者であったものの、表向きはそれを隠し、むしろ同性愛者の権利拡張に反対し、「同性愛者は教職に就くべきでない」と主張したこともある。証人や被告人に対しては、「同性愛者であることを暴露されたくなければ法廷で検察に有利な証言をせよ」と圧力を行使することもあった。なお、バーバラ・ウォルターズと婚約したと触れ回ったこともあった。

## 映画
ロイ・コーンの劇的な生涯は、1992年のテレビ映画『虚偽 シチズン・コーン（Citizen Cohn）』（ジェームズ・ウッズが演じた）や、トニー・クシュナー作の舞台『エンジェルス・イン・アメリカ』（ピューリッツアー賞受賞）、2024年の映画『アプレンティス:ドナルド・トランプの創り方』（ジェレミー・ストロングが演じた）などで取り上げられている。
なお、2003年にテレビ映画化された『エンジェルス・イン・アメリカ』（アル・パチーノが演じた）は、第56回エミー賞のミニシリーズ・テレビ映画部門で作品賞など11部門、第61回ゴールデングローブ賞のミニシリーズ・テレビ映画作品賞など5部門を受賞した。